# 埃尔伯维尔
埃尔伯维尔（法語：Herbeuville，法語發音：[ɛʁbœvil]）是法国默兹省的一个市镇，属于凡尔登区。

## 地理
埃尔伯维尔（49°2'44"N, 5°38'12"E）面积6.71 平方千米，位于法国大東部大區默兹省，该省份为法国西北部内陆省份，北与比利时接壤，西接马恩省和阿登省，南至上马恩省和孚日省，东临默尔特-摩泽尔省。
与埃尔伯维尔接壤的市镇（或旧市镇、城区）包括：孔布尔苏莱科特、多马坦拉蒙塔涅、阿农维尔苏莱科特、瓦夫尔地区圣伊莱尔、圣雷米拉卡洛讷、索莱尚普隆。

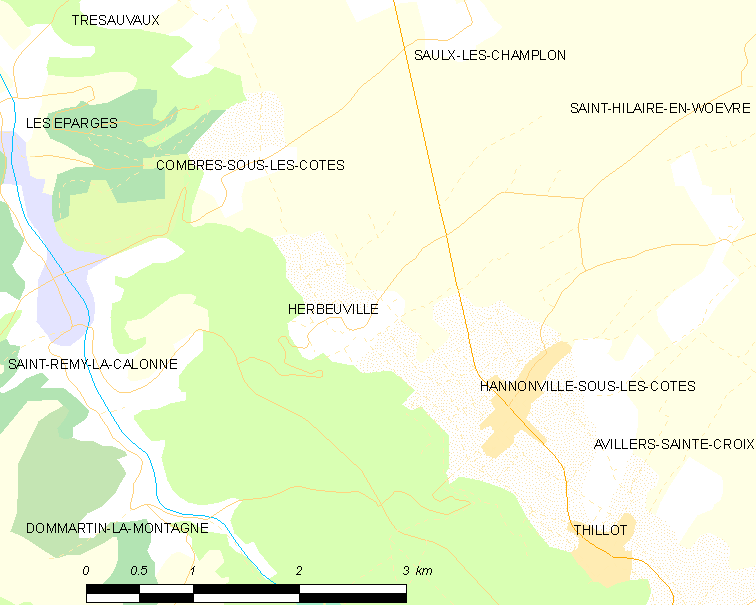
埃尔伯维尔的OSM定位图

埃尔伯维尔的时区为UTC+01:00、UTC+02:00（夏令时）。

## 行政
埃尔伯维尔的邮政编码为55210，INSEE市镇编码为55243。

## 政治
埃尔伯维尔所属的省级选区为埃坦县。

## 人口

1962-2008年间埃尔伯维尔人口变化图示

埃尔伯维尔于2022年1月1日时的人口数量为181人。